# Sannio Moscato passito
Il Sannio Moscato passito è un vino DOC la cui produzione è consentita nella provincia di Benevento.

## Caratteristiche organolettiche
- colore: paglierino più o meno intenso, talvolta ambrato
- odore: caratteristico, fruttato, intenso
- sapore: armonico, caratteristico, a volte amabile e/o vivace

## Produzione
Provincia, stagione, volume in ettolitri
- nessun dato disponibile